# Corinth and Counce Railroad
Die Corinth and Counce Railroad (CCRC), ab 1991 TennRail (TRC), war eine amerikanische Shortline-Bahngesellschaft mit Sitz in Counce (Tennessee).

## Geschichte
Die Tennessee River Pulp and Paper Company plante 1958/1959 die Errichtung eine Papierfabrik in Counce (Tennessee) am Tennessee River in der Nähe des Pickwick Landing Dam. Zur Verbindung mit dem Schienennetz wurde am 26. November 1958 die Corinth and Counce Railroad gegründet. Die Eigentümer waren identisch mit den Eigentümern der Papierfabrik (Packaging Corporation of America, Cornell Paper Board Products, Bell Fibre Products). Das Eigenkapital betrug 750.000 Dollar.
Die Gesellschaft errichtete eine 25 Kilometer lange Bahnstrecke zwischen Counce und Corinth. In letzterem Ort bestand der Übergang zur Illinois Central Railroad, zur Gulf, Mobile and Ohio Railroad und zur Southern Railway. Am 21. August 1959 wurde der Betrieb aufgenommen. 1961 begann die Papierfabrik mit der Produktion. Am 27. Februar 1970 wurde die Papierfabrik sowie die Bahngesellschaft vollständig von der PCA übernommen. 1974 errichtete der Staat Mississippi am Yellow Creek einen Hafen (Yellow Creek Port).  Zur Anbindung des Hafens wurde eine 16 Kilometer lange Zweigstrecke ab Sharp (Mississippi) gebaut und am 1. Juli 1974 eröffnet.
Zum 31. Dezember 1991 wurde die Corinth and Counce Railroad von MidSouth für 32 Millionen Dollar übernommen und als TennRail weitgeführt. 1993 wurde die Muttergesellschaft der TennRail, MidSouth Corporation von der Kansas City Southern Industries übernommen. Dadurch ging zum 1. Januar 1994 der Betrieb der Bahnstrecken auf die  Kansas City Southern Railway über.

## Fahrzeuge
Die Lokomotiven der Bahngesellschaft besaßen eine hellblaue Lackierung mit gelben Streifen.
| Nr. CCR | Baureihe   | Baujahr | Fabrik-Nr. | Nr. TNR | Nr. KCS | Bemerkung                                   |
| ------- | ---------- | ------- | ---------- | ------- | ------- | ------------------------------------------- |
| 901     | EMD SW900  | 9/1960  | 4442-1     | 901     | 4301    | Verkauft an die Mississippi Export Railroad |
| 902     | EMD SW900  | 6/1961  | 4446-1     |         |         |                                             |
| 1003    | EMD SW1001 | 10/1974 | 73650-1    | 103     | 1001    |                                             |
| 1004    | EMD SW1001 | 1/1980  | 786254-1   | 104     | 4302    |                                             |
| 1005    | EMD SW1001 | 5/1981  | 806062-1   | 105     | 4300    |                                             |